# Pflegenote
Mit Pflegenoten wurden in Deutschland bis 2019 Pflegeeinrichtungen bewertet, die Leistungen nach dem SGB XI (Pflegeversicherung) erbringen. Die Noten wurden durch die Landesverbände der Pflegekassen vergeben. Sie basierten auf den Ergebnissen der Qualitätsprüfungen durch den Medizinischen Dienst der Krankenversicherung (MDK). Politisches Ziel war, die von den Einrichtungen der ambulanten und stationären Pflege erbrachten Leistungen und deren Qualität für die Pflegebedürftigen und ihre Angehörigen verständlich, übersichtlich und vergleichbar zu machen. Die Pflegenoten wurden im Internet veröffentlicht und mussten von den Pflegeeinrichtungen an gut sichtbarer Stelle ausgehängt werden.
Die Kriterien der Veröffentlichung sowie die Bewertungssystematik waren – getrennt für den stationären und den ambulanten Bereich – in den Pflege-Transparenzvereinbarungen festgelegt.
Die Pflegenoten waren umstritten, weil sie nicht auf pflegewissenschaftlich gesicherten Erkenntnisse über valide Indikatoren der Ergebnis- und Lebensqualität der pflegerischen Versorgung beruhten. Das Bundessozialgericht hielt die Veröffentlichung der Pflegenoten für rechtmäßig und für verfassungsrechtlich unbedenklich.
Mit der Qualitätsdarstellungsvereinbarung für die stationäre Pflege (QDVS) vom 19. März 2019 wurden die Pflegenoten von einem neu entwickelten Bewertungssystem abgelöst.

## Verfahren der Notenfindung nach den Transparenzvereinbarungen
In den Transparenzvereinbarungen wurden die Bewertungskriterien definiert und verschiedenen Qualitätsbereichen zugeordnet.
Für den stationären Bereich galten fünf Qualitätsbereiche:
1. Pflege und medizinische Versorgung mit 35 Bewertungskriterien
2. Umgang mit demenzkranken Bewohnern mit 10 Bewertungskriterien
3. Soziale Betreuung und Alltagsgestaltung mit 10 Bewertungskriterien
4. Wohnen, Verpflegung, Hauswirtschaft und Hygiene mit 9 Bewertungskriterien
5. Befragung der Bewohner mit 18 Bewertungskriterien

Für den ambulanten Bereich galten vier Qualitätsbereiche:
1. Pflegerische Leistungen mit 17 Bewertungskriterien
2. Ärztliche verordnete pflegerische Leistungen mit 10 Bewertungskriterien
3. Dienstleistung und Organisation mit 10 Bewertungskriterien
4. Befragung der Kunden mit 12 Bewertungskriterien

Zur Findung der Pflegenoten wurde jedes einzelne Kriterium anhand einer Skala von 0 bis 10 bewertet. Aus dem arithmetischen Mittel der Einzelbewertungen ergab sich zunächst für jeden Qualitätsbereich eine Gesamtnote von sehr gut bis mangelhaft. Sofern Kriterien nicht zutrafen und daher nicht bewertet wurden, gingen sie in die Berechnung der Gesamtbewertung nicht mit ein.
Aus den jeweiligen Gesamtnoten für die Qualitätsbereiche 1 bis 4 (stationär) bzw. 1 bis 3 (ambulant) wurde am Ende das Gesamtergebnis der Prüfung ermittelt. Dem Gesamtergebnis wurde der Vergleichswert im jeweiligen Bundesland gegenübergestellt (Landesvergleichswert).
Die Ergebnisse der Bewohnerbefragung (Qualitätsbereich 5 bzw. 4 im stationären bzw. ambulanten Bereich) wurden unter Nennung der Zahl der Befragten gesondert dargestellt und flossen nicht in die Gesamtnote ein.

## Diskussion
- Einig waren sich alle Parteien, dass die Pflegenoten nur ein Kriterium für die Entscheidung über die Auswahl der Pflegeeinrichtung sein sollten.
- Die Notenfindung basierte auch auf den dokumentierten Leistungen der Einrichtungen. Erbrachte Leistungen, die nicht dokumentiert waren, konnten nicht berücksichtigt werden. Wurden Leistungen zwar dokumentiert, aber nicht erbracht, konnte es ungerechtfertigt bessere Noten geben.
- Trotz der Pflege-Transparenzvereinbarungen wurden von unterschiedlichen Prüfteams in unterschiedlichen Regionen vergleichbare Leistungen unterschiedlich bewertet.[6]
- Probleme mit den Antworten von Pflegebedürftigen und Angehörigen wurden in den Ergebnissen der Bewohnerbefragung (Oktober 2009) deutlich. Die Noten 4 oder 5 hatten die Befragten nicht vergeben. 98,8 Prozent der Einrichtungen erhielten die Note 2 oder besser[7]. Das konnte Pflegebedürftigen und Angehörigen kaum Entscheidungshilfen für die Auswahl einer Einrichtung bieten. Die Ergebnisse dieser Befragungen wurden nicht in die Gesamtnote eingerechnet.

## Entwicklung eines neuen Qualitätsmessungssystems
Aufgrund der nicht abreißenden Kritik wurden ab 2015 gesetzliche Änderungen veranlasst, um indikatorengestützte Qualitätsmessungsinstrumente für stationäre Einrichtungen als Ersatz für die Pflegenoten zu entwickeln. 2017 erhielten das Institut für Pflegewissenschaft an der Universität Bielefeld und das AQUA-Institut den Auftrag für die wissenschaftliche Erarbeitung dieser Instrumente. Seit Oktober 2019 wird das neuentwickelte Qualitätsbewertungssystem im stationären Bereich umgesetzt.